# Cielito lindo
Cielito lindo – tradycyjna meksykańska piosenka ludowa, napisana w 1882 przez Quirina Mendozę y Cortésa (1862–1957).
„Cielito lindo” z języka hiszpańskiego oznacza dosłownie „śliczne niebeczko”, czyli zwrot kierowany do ukochanej osoby (po polsku podobny zwrot to „najdroższa moja”).
Główny motyw melodii był często wykorzystywany w muzyce rozrywkowej, np. w piosence „Niech żyje bal” (1984) nagranej przez Marylę Rodowicz. Na bazie melodii „Cielito lindo” oparto także warstwę muzyczną takich polskich piosenek jak „Ja jestem już taka” (Violetta Villas), „Teraz jest wojna” wykorzystana w filmie „Zakazane piosenki” oraz „Popłyń do Rio” (o tematyce żeglarskiej), do której tekst napisał Zdzisław S. Szczepaniak.